# تیکوییپایا
تیکوییپایا (به اسپانیایی: Tiquipaya) یک شهر در بولیوی است که در Tiquipaya Municipality واقع شده‌است. تیکوییپایا ۵۳٬۹۰۴ نفر جمعیت دارد و ۲٬۶۴۹ متر بالاتر از سطح دریا واقع شده‌است.